# Образование в Северной Македонии
Образование на территории современной Северной Македония началось развиваться ещё в 1830-е годы. Большое количество школ и училищ было открыто в 1850-е годы, в 1870-е годы многие школы были переданы Болгарской православной церкви. Дальнейший виток развития пришёлся только на 1940-е годы, когда в Скопье в 1943 году болгарскими оккупационными властями был основан Университет Бориса III, а после пришествия к власти коммунистической партии Югославии переименован в университет Скопье.

## История развития образования в XIX веке
В начале XIX века единственными центрами славянской письменности и культуры на территории современной Северной Македонии были несколько школ при церквях и монастырях, которые готовили священников. С развитием торговых и ремесленных дел появилась необходимость создания общеобразовательных учреждений светского характера, выпускники которых могли бы трудиться на благо. Открытие первых светских школ на болгарском (как он именовался тогда) языке затруднялось из-за столкновения интересов Элладской и Болгарской православных церквей. На территории современной Северной Македонии патриархия греческой церкви имела в своём распоряжении школьную систему образования, где преподавание велось на греческом языке, а ученики воспитывались в греческой культуре.
Славянские просветители боролись за право преподавать предметы не на греческом, а на родном языке. Большую роль в получении этого права сыграли учителя, которые получили образование в Греции, но при этом постепенно переходили на болгарский в процессе получения образования. До середины XIX века славяноязычные жители Османской Македонии пытались отказаться от греческого языка преподавания, сохраняя при этом греческую манеру преподавания. В 1830-е годы стали образовываться первые светские славяноязычные школы и училища при церквях на территории современной Северной Македонии. Они появились в крупных городах:
- Скопье (1835—1836)
- Велес (1837)
- Банско (1838)
- Штип (1840)
- Неврокоп (1840)
- Прилеп (1843)
- Куманово (1852)
- Тетово (1852)

В этих школах преподавались светские предметы и науки. Значительную роль в развитии образования на родном языке сыграл Йордан Хаджиконстантинов, просветитель из Велеса.

## Образование в XX веке
В XX веке после присоединения территории сегодняшней Северной Македонии к Югославии началось постепенное преподавание на сербском языке. В связи с конфликтом интересов Болгарии и Югославии Внутренняя македонская революционная организация, боровшаяся за выход Македонии из состава Югославии с потенциальным присоединением к Болгарии, занималась пропагандой и распространением образования на болгарском языке, считая македонский только диалектом болгарского языка. После Второй мировой войны Болгария отказалась от претензий на югославскую Македонию, и в Социалистической Республике Македонии стало развиваться образование на сербском и македонском языках.
В 1949 году югославскими властями был открыт Университет Скопье (ныне университет Святых Кирилла и Мефодия), в 1979 году — Битолский университет (с 1994 года носит имя Святого Климента Охридского). Уже в 1990-е и 2000-е годы были открыты ещё три государственных университета: Тетовский государственный университет (1994), Штипский университет Гоце Делчева (2007) и Охридский университет информационных наук и технологий (2009). В настоящее время Республика Македония входит в сеть Балканских университетов, студенты которых обучаются по обмену, а учёные активно сотрудничают в различных областях науки.

## Общая схема образования

Система образования в Северной Македонии

Конституция Северной Македонии предоставляет бесплатное и обязательное начальное и среднее образование в стране. Закон «О начальном школьном образовании» предусматривает, что дети в возрасте с 7 до 15 лет посещают в обязательном порядке школу для получения образования, а закон «О среднем школьном образовании» — посещение школы в течение трёх или четырёх лет для подростков от 15 до 19 лет.

### 1-3 классы
В первый период школьного обучения (с 1 по 3 классы школ) в неделю дети обучаются не более 22 часов. Основными предметами являются македонский язык как государственный, родной язык (для иностранцев — албанский, турецкий, сербский и т.д.) и математика. Дошкольные учителя могут обучать детей в возрасте до 6 лет самостоятельно, а гибкий график работы позволяет детям свободно общаться и перемещаться по классу. Для детей из цыганского, валахского или бошняцкого народа предусматривается изучение родного языка и культуры в 3 классе. В конце 3 класса дети сдают экзамены по родному языку и математике в виде теста. Результаты в целом не влияют на итоговые оценки школьников, но используются родителями и педагогами в будущем для правильного подхода в воспитании и образовании.

### 4-6 классы
Во второй период школьного обучения (с 4 по 6 классы школ) в неделю дети обучаются не более 27 часов. Число преподавателей возрастает, они сами оценивают знания учеников в каждой конкретной работе. В конце учебного года школьникам выдаются табели с оценками. Школьникам из цыганских, валахских или боснийских семей предлагается углублённое изучение языка, культуры и истории своего народа с 4 по 6 классы.
В 4 и 5 классах для учеников вводятся новые предметы, в том числе изучение различных естественных наук, религии и этики, а также нескольких языков по выбору (помимо общих иностранных, могут изучаться албанский, турецкий или сербский). Как и прежде, в конце обучения школьники сдают экзамены по языкам и по математике в виде теста. Результаты в целом не влияют на итоговые оценки школьников, но используются родителями и педагогами в будущем для правильного подхода в воспитании и образовании.

### 7-9 классы
В третий период школьного обучения (с 7 по 9 классы школ) в неделю дети обучаются не более 31 часа. По каждому предмету есть свой школьный преподаватель, число предметов возрастает. В соответствии с потребностями и интересами учеников могут предлагаться факультативные предметы: школа обязуется предложить как минимум три предмета. Ученик, если он хочет что-то выбрать, может взять один или два предметов. Особо отличившиеся ученики с отличными оценками по предметам изучают предметы углублённо в отдельных классах. В конце 9 класса школьники сдают экзамены по родному языку (македонский, албанский, сербский или турецкий), математике и иностранному языку (в случае решения министра образования они могут сдать ещё один экзамен по выбору). Результаты в целом не влияют на итоговые оценки школьников, но используются родителями и педагогами в будущем для правильного подхода в воспитании и образовании.

## Школьные предметы
В начальной школе науки изучаются в рамках общих, собирательных предметов — «Окружающая среда», «Естественные науки и технологии», «Общество» и т.д. Также обязательны компьютерные курсы для детей: использование современных информационных технологий является требованием к каждой школе.
Обязательными предметами являются:
- македонский язык
- родной язык (албанский, турецкий, сербский)
- математика
- английский язык
- второй иностранный язык
- изобразительное искусство
- музыка
- знание окружающей среды
- технические дисциплины
- информатика
- география
- история
- обществознание
- гражданское право
- физическая культура и спорт
- естественные науки и техника
- биология
- химия
- физика
- безопасность жизнедеятельности
- базовое медицинское обучение

Факультативными дисциплинами являются язык и культура валахов, цыган или бошняков, основы мировых религий и этика. Также дети могут углублённо изучать албанский язык, домоводство, экологию, краеведение страны, народные танцы; заниматься трудовым обучением, создавать музыкальные, технические, информатические и художественные проекты; изучать здоровый образ жизни, классическую культуру в европейской цивилизации и заниматься профессионально спортом.

## Университетское образование
В возрасте 18—19 лет юноши и девушки поступают в университеты. Студенты обучаются там четыре года по программе бакалавриата (Северная Македония является членом Болонской системы образования). Получив степень бакалавра, они могут по желанию продолжить обучение уже до уровня магистра (2-летний курс) по своей специальности.

### Крупнейшие государственные университеты
- Скопье: Университет Святых Кирилла и Мефодия в Скопье
- Охрид: Университет информационных наук и технологий имени святого апостола Павла
- Битола: Университет святого Клемента Охридского в Битоле
- Штип: Университет Гоце Делчева
- Тетово: Государственный университет Тетова

### Частные университеты
- Юго-восточный европейский университет
- Международный университет Струги
- Международный Балканский университет
- Международный летний университет
- Европейский университет
- Университет ФОН
- Американский университетский колледж Скопье
- Нью-Йоркский университет (Скопье)